# Claire Trevorová
Claire Trevorová, vlastním jménem Claire Wilmingerová (8. března 1910 Brooklyn – 8. dubna 2000 Newport Beach) byla americká filmová a divadelní herečka.

## Herecká kariéra
Studovala na Kolumbijské univerzitě a Americké akademii dramatických umění, od roku 1929 hrála v zájezdových divadlech a ve filmových skečích, v roce 1932 debutovala na Broadwayi a o rok později přišel do kin její první celovečerní snímek, western Louise Kinga Life in the Raw. Ve svém životě natočila přes šedesát filmů, na vrcholu kariéry ve třicátých a čtyřicátých letech vynikla především jako typická uhrančivá blondýna v žánru film noir. V roce 1937 byla nominována na Oscara za nejlepší ženský herecký výkon ve vedlejší roli za film V newyorském přístavu, úspěch měla také díky rolím ve filmech Přepadení, kde hrála s Johnem Waynem, a Desperáti, kde byl jejím partnerem Glenn Ford. Její výkon ve filmu Key Largo byl v roce 1948 oceněn Oscarem za vedlejší roli. Třetí oscarovou nominací získala v roce 1954 za Rozbouřené nebe. Účinkovala také v rozhlase (Hollywood Star Playhouse) a televizi (za roli v seriálu Producers' Showcase obdržela v roce 1957 Cenu Emmy). Poslední film Polib mě na rozloučenou natočila v roce 1982. Za svůj přínos americké kinematografii byla oceněna hvězdou na Hollywoodském chodníku slávy. Je po ní pojmenována Claire Trevor School of the Arts, fakulta Kalifornské univerzity v Irvine zaměřená na výuku herectví, tance a výtvarného umění.

## Osobní život
Měla německé, francouzské a irské předky. V roce 1938 se provdala za režiséra Clarka Andrewse, s nímž se rozvedla v roce 1942. V roce 1943 si vzala námořního důstojníka Cylose Williama Dunsmorea, manželství skončilo rozvodem v roce 1947. Měli syna Charlese, který zemřel v roce 1978 při leteckém neštěstí. Jejím třetím manželem se stal v roce 1948 producent Milton Harold Bren, tento svazek vydržel až do jeho smrti v roce 1979.
Teprve po její smrti vyšlo najevo, že se narodila v roce 1910, nikoli v roce 1909, jak uváděla (na rozdíl od většiny hereček, které se v životopisech dělají mladšími než ve skutečnosti).